# ميخائيل جيمس (ملحن)
ميخائيل جيمس (بالإنجليزية: Michael James)‏ هو ملحن ومنتج أسطوانات أمريكي، ولد في 1 فبراير 1962 في لونغ آيلند في الولايات المتحدة.

## وصلات خارجية
- مايكل جيمس على موقع IMDb (الإنجليزية)
- مايكل جيمس على موقع ميوزك برينز (الإنجليزية)
- مايكل جيمس على موقع أول ميوزيك (الإنجليزية)
- مايكل جيمس على موقع ديسكوغز (الإنجليزية)
- مايكل جيمس على موقع قاعدة بيانات الفيلم (الإنجليزية)